# 嘿，我會加油。
嘿，我會加油。（ね、がんばるよ。）是日本二人組合近畿小子的第19張單曲。於2004年1月15日由傑尼斯娛樂唱片公司發行。

## 解說
與去年頻密地在短短四個月之內發行三張單曲，精力充沛地進行團體名義活動相比，在2004年開始KinKi Kids二人較傾向於各自的個人活動之中，就連以後各張單曲的發售相隔時間大多都維持在半年左右。本單曲與下一張單曲『Anniversary』更加相隔了幾乎一年的十一個月時間。
數到冬天曲調為主的單曲，對上一次應該是2001年發售的『在我背上的翅膀』了。如果以月份來說，本單曲更加是第一張在1月發售的單曲。而且，與去年把三張單曲的音樂錄影帶綴合成音樂電影這樣的著重相比之下，本單曲是首張單曲並沒有另行找尋外景場地拍攝音樂錄影帶的單曲。影片只是用上了他們自前一天到同年1月1日舉行的演唱會『KinKi Kids 24/7 G Tour』上，最次披露這首歌時的畫面結合而成。
本單曲A面曲『嘿，我會加油。』作曲作詞，皆由堂本剛喜歡的藝人團體DREAMS COME TRUE（台譯：美夢成真）的兩位成員負責。有趣的是，歌詞內容是對於剛說過他特別喜歡的DREAMS COME TRUE歌曲『MARRY ME?』的回答來。後來兩個團體更曾在KinKi Kids主持的音樂節目『新堂本兄弟』中一起合唱過。由於作詞的吉田美和以一個男性的角度去寫，就連KinKi Kids二人也說，這首歌是他們在自己的歌曲中最為喜歡的一首。雖則因DREAMS COME TRUE的關係而曾帶來一時的話題，但亦可能沒有作為任何廣告曲或主題曲的關係，所以首批銷量並沒有預期那麼理想。
歌曲收錄方式大致上沿用了從2003年就定下來的分式，不過初回版這次並不是收錄A面曲與c/w曲的純音樂版，取而代之是首次收錄了A面曲的「不含光一聲音版本」及「不含剛聲音版本」。不過這種方式最終並沒有繼續下去，所以本單曲是現時為止唯一一張。至於通常版方面則沒有收錄任何純音樂版本，與2003年開始的方式一樣，除A面曲與c/w曲外，再收錄一首加送歌曲。

## 名稱
- 日語原名：
- 中文意思：嗯，我會加油的。
- 香港正東譯名：喂努力啊
- 台灣艾迴譯名：嘿，我會加油。

## 收錄歌曲

### 初回版收錄歌曲
1. 嘿，我會加油。（ね、がんばるよ。）
  - 作曲：吉田美和、中村正人
  - 作詞：吉田美和
  - 編曲：Ike Nelson、中村正人
  - 銅樂編排：下神龍哉
  - 弦樂編排：齋藤貓
2. 小‧春‧日‧和（コ・ハ・ル・ビ・ヨ・リ）
  - 作曲、編曲：鎌田雅人
  - 作詞：篠崎隆一
3. 嘿，我會加油。 (Koichi-less Backing Track)
4. 嘿，我會加油。 (Tsuyoshi-less Backing Track)

### 通常版收錄歌曲
1. 嘿，我會加油。
2. 小‧春‧日‧和
3. Sweet Days
  - 作曲、編曲：清水昭男
  - 作詞：相田毅